# Museo della vita del soldato nella Grande Guerra
Il Museo la vita del soldato nella Grande Guerra è un museo civico situato a Recoaro Terme, in provincia di Vicenza, che fa parte della rete territoriale Musei Altovicentino.
La sua realizzazione rientra nel progetto più ampio denominato Ecomuseo della Grande Guerra nelle Prealpi Vicentine, frutto della legge nº 78/2001.

## Sede
Fondato nel 1998 e allestito nei locali ristrutturati adiacenti alla nuova biblioteca civica di Recoaro Terme, il museo viene inaugurato nel 2011.

## Storia
Il progetto si propone come ampliamento della biblioteca, nella prospettiva di realizzare un centro di documentazione, che valorizzi il materiale dell’archivio qui custodito.

## Collezioni
La collezione è frutto di una ricerca trentennale svolta dal recoarese Antonio Storti sui luoghi di battaglia, prevalentemente nelle zone del monte Adamello e del Pasubio. 
Il museo custodisce una ricca serie di oggetti e materiali d’uso quotidiano, passando dal vestiario all'alimentazione, dall'igiene personale ai lavori di trincea, dalla difesa individuale così come oggetti che rimandano ai rari momenti di riposo, che venivano utilizzati dai soldati sul fronte alpino durante la prima guerra mondiale.

## Percorso espositivo

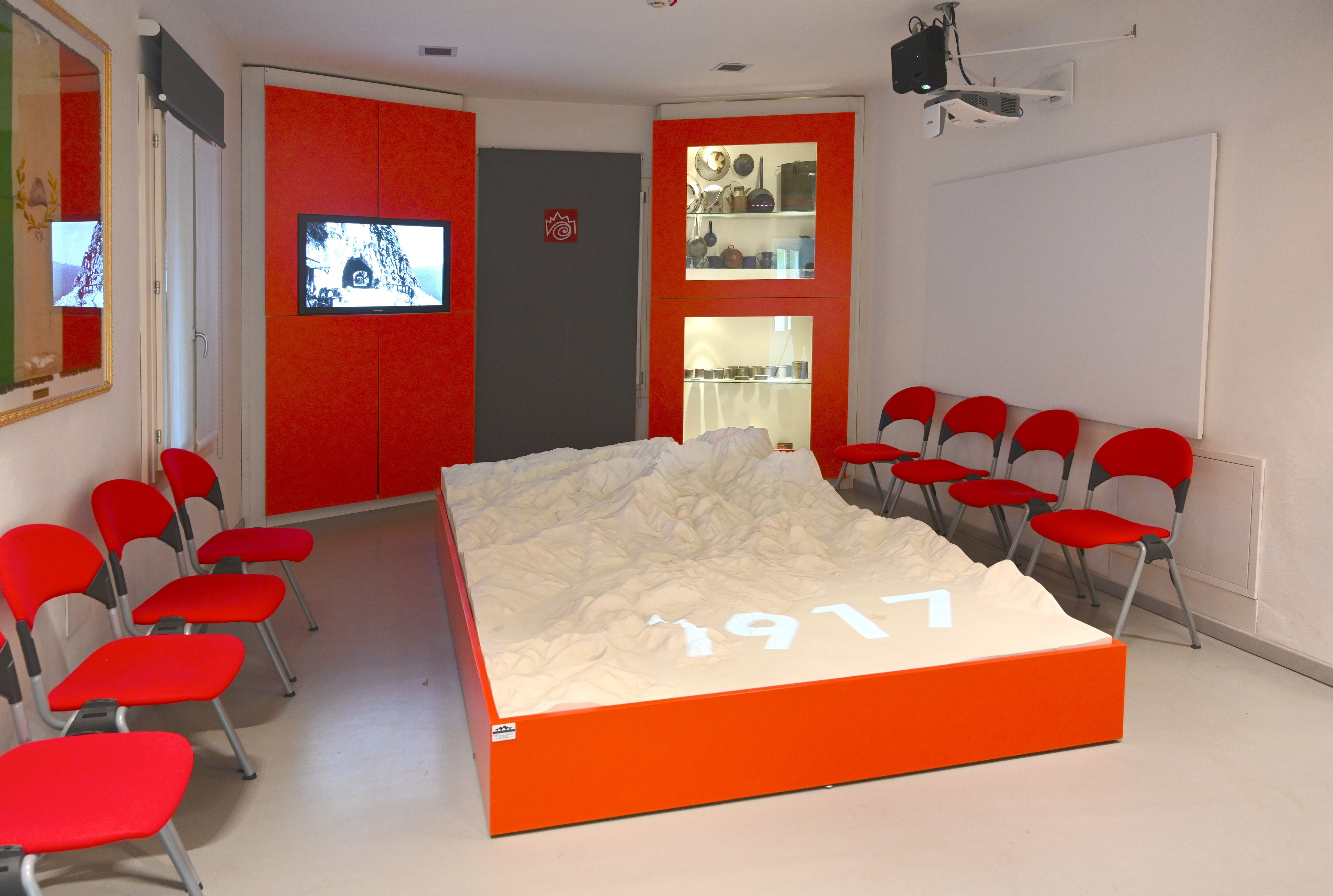
modellino plastico che riproduce i vari fronti e i luoghi delle battaglie.

Il percorso espositivo prevede un primo inquadramento storico delle vicende che hanno interessato le vallate prealpine durante il conflitto, evidenziando su un plastico gli spostamenti della linea del fronte e i luoghi delle battaglie, per poi esporre gli oggetti della quotidianità vissuta dai soldati, in modo particolare relativi alla sfera personale e intima.